# Räpina
Räpina je město v Estonsku. V roce 2015 zde žilo 4629 obyvatel. Räpina má PSČ 65 504.

## Cestovní ruch
Blízkost jezer Meelva a řeka Võhandu přitahují mnoho milovníků přírody. Navštěvovaná je i svatyně v bažině Meelva.

## Historie
Obec byla založena v roce 1636. Lidé se zde dříve živili hlavně rybolovem a zemědělstvím.